# Football Club Nordsjælland (féminines)
Cet article concerne le club de football féminin. Pour le club de football masculin, voir FC Nordsjælland.
Maillots
Actualités
Le Football Club Nordsjælland Kvinder est la section féminine du FC Nordsjælland. L'équipe première évolue en Kvindeliga.

## Histoire
En 2018, le FC Nordsjælland intègre l'équipe des moins de 18 ans du Farum BK pour créer une section féminine. L'équipe est promue dès la saison 2019-2020 en première division, et atteint la 3e place du championnat, rivalisant avec les clubs historiques de Hjørring et Brøndby. En coupe du Danemark, le FC Nordsjælland élimine successivement Brøndby et Hjørring pour rejoindre la finale, et remporter le titre face au FC Thy-Thisted.
Le FCN réitère son exploit en coupe en 2022-2023, en battant le Fortuna Hjørring 2-0 en finale.
En 2023-2024, Nordsjælland décroche son premier titre de champion du Danemark.
Le club s'appuie sur la formation de jeunes joueuses, grâce à un réseau local développé au Danemark, la Fodbold Samarbejde Nordsjælland, et son association avec la Right To Dream Academy au Ghana. L'équipe est notamment partie en tournée au Ghana en octobre 2019.

## Palmarès
- Championnat du Danemark (1) :
  - Vainqueur : 2024
- Coupe du Danemark (3) : 
  - Vainqueur : 2020, 2023, 2024